# Graham James

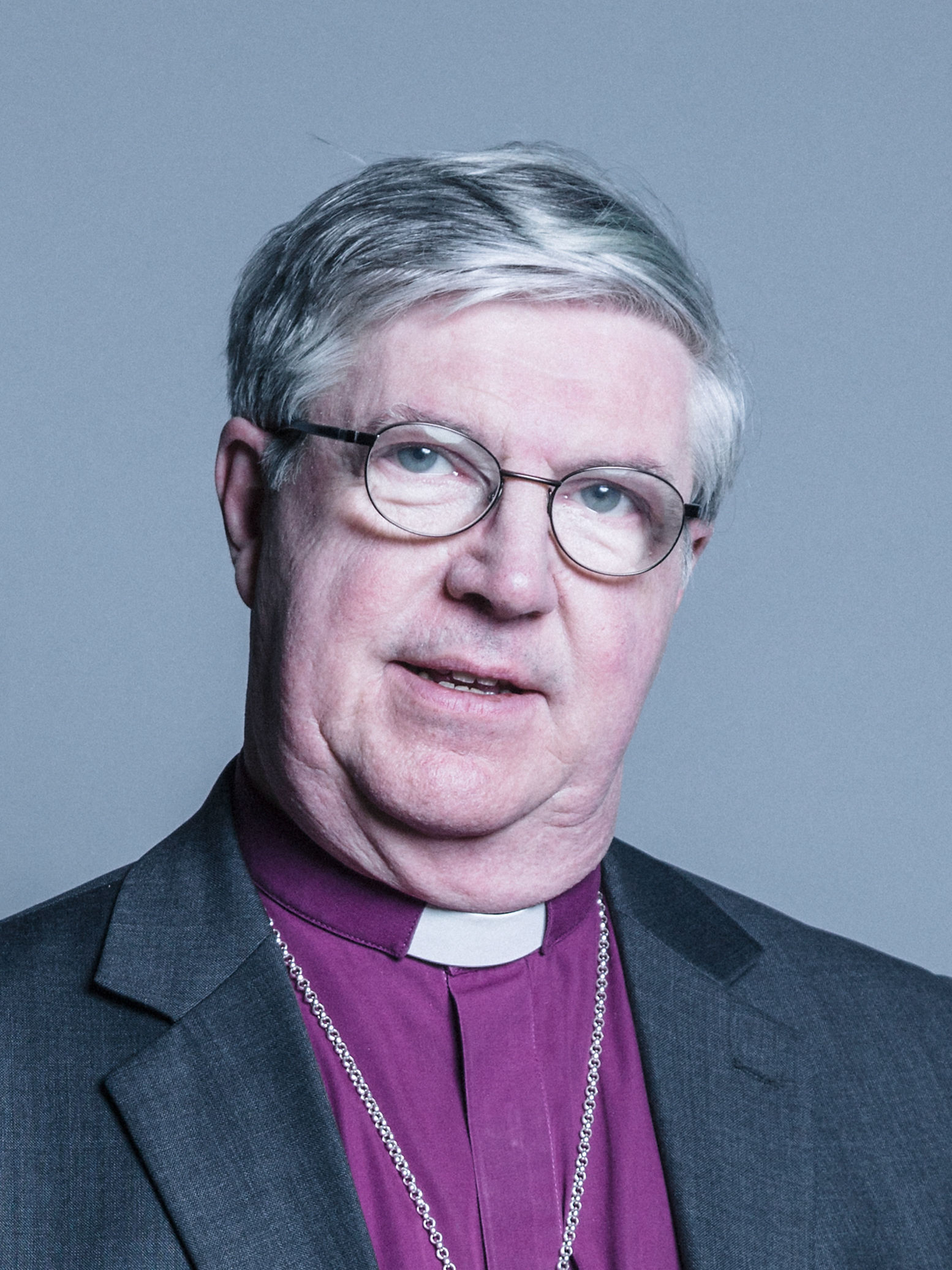
Graham James

Graham Richard James (* 19. Januar 1951 in Bideford, Devon) ist ein britischer anglikanischer Geistlicher. Von 1999 bis 2019 war er Bischof der Diözese Norwich.

## Leben
James’ Familie stammt ursprünglich aus Cornwall, wo viele Familienmitglieder in den Zinnbergwerken arbeiteten.
James studierte Geschichte an der Lancaster University und machte dort 1972 einen Bachelor of Arts. 1972 begann er sein Studium der Theologie am Ripon College in Cuddesdon. Er wurde 1975 in Peterborough zum Diakon und 1976 zum Priester geweiht.
Von 1975 bis 1979 war er als Hilfsvikar an der Christ the Carpenter Church in Peterborough tätig. Von 1979 bis 1982 war er Pfarradministrator (Priest-in-Charge) an der Kirche Christ the King in Digswell in der Diözese St Albans. Später war er Dekan (Team Vicar) in Digswell und Panshanger.
1983 wurde er Senior Selection Secretary im Archbishops’ Council der Kirche von England und war dort für die Auswahl und Überwachung der Ausbildung der Priesteramtskandidaten zuständig. Dieses Amt hatte er bis 1987 inne. Von 1987 bis 1993 war er Kaplan von Robert Runcie, dem damaligen Erzbischof von Canterbury.
Von 1993 bis 1999 war er Suffraganbischof von St Germans (Bishop of St Germans) in der Truro. Ab 1995 war er Mitglied der Generalsynode der Church of England. 1999 wurde er Bischof von Norwich.
Von 2001 bis 2006 war er Vorsitzender der Bischöflichen Kommission für ländliche Fragen (Rural Bishops Panel). Im gleichen Zeitraum war er auch Vorstandsmitglied der Countryside Agency (Britische Landschaftsbehörde) und ab 2003 bei der strategischen Partnerschaft von Norfolk County (Norfolk County Strategic Partnership). Von 2004 bis 2008 war er Vorsitzender des Central Religious Advisory Committee der BBC, welches die BBC in religiösen Fragen berät. Seit 2005 ist er Vorsitzender der Norfolk Community Foundation. Im selben Jahr war er Präsident der Royal Norfolk Agricultural Association.
Ab 2006 gehörte er dem Rat der Erzbischöfe (Archbishops’ Council) an. Im selben Jahr wurde er Vorsitzender der Ministry Division in der Church of England, der kirchlichen Abteilung, welche das House of Bishops, die Bischöfe und die Geistlichen in Fragen der Priesterauswahl und Priesterausbildung berät und leitet. Ab 2009 war er Vorsitzender der Ständigen Konferenz „Religion und Glaube“ (Standing Conference on Religion and Belief) der BBC.
James ist verheiratet. Mit seiner Frau Julie hat er drei Kinder, zwei Töchter und einen Sohn.

## Mitgliedschaft im House of Lords
James gehörte seit 2004 dem House of Lords an. Seine Antrittsrede hielt er am 21. April 2004. Zu seinen politischen Interessengebieten zählt er Fragen des ländlichen Raums, den Rundfunk, sowie Bildung und Ausbildung.

## Wirken in der Öffentlichkeit
2005 leitete James eine Arbeitsgruppe innerhalb der Church of England, um Vorschläge für die Umsetzung des 2004 erlassenen Civil Partnership Act innerhalb der Kirche zu erarbeiten.
Die Pastorale Erklärung über Zivilpartnerschaften, die federführend von James erarbeitet worden war, stellte klar, dass auch homosexuelle Priester der Church of England ihren Lebensgefährten in einer Zivilpartnerschaft heiraten dürfen, ohne dass sie dadurch ihr Priesteramt verlieren. Voraussetzung sei allerdings, dass die betroffenen Priester gegenüber ihrem zuständigen Bischof eine Verpflichtung abgeben, dass ihre Partnerschaft ohne Geschlechtsverkehr sei.
2008 kritisierte er die Bischöfe, die drohten, wegen der Frage der Homosexualität nicht an der Lambeth-Konferenz teilnehmen zu wollen. James äußerte, die Weigerung der Bischöfe, an der Konferenz teilzunehmen, stelle eine Änderung der bisherigen Haltung dar, welche zu einem Schaden für die Einheit der Kirche führen könne.
Im Dezember 2008 warf James Gordon Brown vor, für die Verfolgung von Christen im Irak mitverantwortlich zu sein, da er dieses Problem ignorieren würde. James erklärte, der Irakkrieg habe schreckliche Folgen für die christliche Minderheit im Irak. Während Christen unter der Regierung von Saddam Hussein stärker toleriert worden wären, seien sie heute ständiger Verfolgung ausgesetzt. Sie würden als Geiseln genommen, Gotteshäuser wurden verwüstet und in Brand gesteckt.
Im April 2009 äußerte er sich in der Predigt zu Ostern zum Tod von Jade Goody. Im Mai 2009 äußerte sich James in seiner Predigt zu Pfingsten in der Kathedrale von Norwich zum aktuellen Spesenskandal innerhalb des Parlaments. Im Vorfeld der britischen Lokalwahlen und der Wahl zum Europäischen Parlament waren mehrere hochrangige britische Politiker und Regierungsmitglieder wegen unklarer Spesenabrechnungen massiv in die öffentliche Kritik geraten. James erklärte, Unregelmäßigkeiten der Ausgaben von Abgeordneten könne man nicht alleine durch gesetzliche Regelungen in den Griff bekommen. Vielmehr müsse man realisieren, dass es hierbei vor allem um eine moralische Krise gehe, nicht um eine gesetzliche oder verfassungsmäßige Problematik.